# OKl101
OKl101 – polskie oznaczenie saksońskiego parowozu tendrzaka osobowego serii XIV HT.

## Historia
Parowozy serii XIV HT produkowano w latach 1911-1921, początkowo dla kolei saksońskich Königlich Sächsische Staatseisenbahnen. Parowozy prowadziły pociągi pasażerskie. Ogółem powstało 106 sztuk: 95 w latach 1911-1918, w kilku nieznacznie różniących się seriach, po czym jeszcze 11 sztuk w 1921 roku, już dla kolei niemieckich. Nosiły one pierwotnie numery od 1801 do 1906. Po przejęciu przez koleje niemieckie Deutsche Reichsbahn przemianowano je na serię (Baureihe) 755, z numerami od 75 501 do 75 588. Większość lokomotyw służbę w Niemczech zakończyła pod koniec lat 60. XX w., ostatnia została wycofana w 1977 roku. Dwie zachowano do celów muzealnych (75 501 i 75 515).
Po I wojnie światowej PKP eksploatowały 11 parowozów saksońskich oznakowanych jako OKl101. Parowozy prowadziły pociągi pasażerskie na południu i w centralnej Polsce. Parowozy znajdujące się na polskich oraz francuskich kolejach w czasie II wojny światowej były eksploatowane na terenie Generalnego Gubernatorstwa. Po wojnie prowadziły pociągi na kolejach niemieckich.
Po zakończeniu II wojny światowej na PKP powrócił jeden parowóz OKl101, który zakończył służbę w 1949 roku (według niektórych publikacji, do Polski powróciły ogółem 3 lokomotywy).